# Milan Grlj
Milan Grlj, slovenski rimskokatoliški duhovnik, ljudski pesnik in narodni delavec, * 5. januar 1904, Zarečje, † 24. april 1981, Harije.      

## Življenje in delo
Ljudsko šolo je obiskoval v Ilirski Bistrici, gimnazijo v trapistovskem samostanu v Rajhenburgu (sedaj Brestanica), bogoslovje pa na Reki in Benetkah in bil 22. junija 1929 na Reki posvečen v mašnika. Kot župnik je najprej deloval v reški škofiji. Leta 1941 so ga italijanski fašisti konfinirali v Verono, v letih 1942−1973 pa je bil župnik v Podgrajah. 6. maja 1944 so Nemci požgali Podgraje, tedaj je zgorelo tudi župnišče z vsem inventarjem. Po vojni je v tu obnovil cerkev, katero je s freskami poslikal Tone Kralj in zgradil podružnično cerkev v Zabičah. Po upokojitvi leta 1973 je živel na svojem domu v Harijah. Grlj je imel poleg veselega in družabnega značaja tudi izreden govorniški dar s katerim je ljudi spodbujal k sprejemanju in ohranjevanju verskih in narodnostnih vrednot. Besedo je znal oplemenititi s pesniškimi verzi, žal pa svojih stvaritev ni objavljal. 